# Lena’s Holiday
Lena’s Holiday es una película estadounidense de comedia, romance y suspenso de 1991, dirigida por Michael Keusch, que a su vez la escribió junto a Deborah Tilton, musicalizada por Steve Schiff, en la fotografía estuvo Louis DiCesare y los protagonistas son Felicity Waterman, Chris Lemmon y Nick Mancuso, entre otros. El filme fue realizado por Crown International Pictures y Marimark Productions; se estrenó el 29 de agosto de 1991.

## Sinopsis
Una mujer queda enganchada en un caso de tráfico ilegal de mercadería, esto ocurrió en el momento que su equipaje fue cambiado incidentalmente por otro igual.